# Escola empírica
L'escola empírica és un dels grans corrents o sectes de la medicina clàssica, essent els altres dos l'escola metòdica i l'escola dogmàtica.

## Història
L'escola va sorgir al segle iii aC com a reacció a l'escola dogmàtica, que consideraven massa teòrica. Els metges empírics van ser populars fins a finals de l'antiguitat. Entre les figures més destacades del grup hi ha Apol·loni de Cítion, Heràclides, Zeuxis de Tàrent i Menòdot de Nicomèdia, entre d'altres. La medicina per a ells és una ciència basada en tècniques provades.

## Teories mèdiques
La pràctica mèdica parteix de l'experiència, pròpia i dels metges anteriors. No té sentit cercar estats ocults o causes profundes, ja que el coneixement humà no ha arribat a comprendre totalment la natura. Per això cal centrar-se en els símptomes observables. Diferents tractaments poden funcionar per a casos similars, com prova l'existència de metges d'enfocament ben diferent als països del món. De fet, dins la mateixa regió hi ha pràctiques diferents d'èxit i un mateix metge fracassa en una malaltia aparentment similar a una que abans ha aconseguit curar. Cada persona, aleshores, requereix un tractament a mida. L'observació i el coneixement de la història de la medicina són les armes amb què un metge s'enfronta a les malalties. A diferència d'altres escoles, no busquen la dissecció de cadàvers, ja que els òrgans funcionen diferent en organismes vius que morts.

## Funcionament
El tractament es basa en experimentar què funciona millor en un pacient concret, observar les reaccions del seu cos. Es comença pel procediment que és més probable que funcioni segons casos anteriors i si la malaltia no remet, es van provant nous mètodes fins a trobar aquell que restableix la salut causant el mínim dany. Quan la malaltia és desconeguda, es procedeix per analogia, aplicant allò que ha funcionat en malalties de símptomes similars. S'ha de tenir en compte la història particular de cada pacient, que pot orientar la pràctica aconsellant o desencoratjant determinades pràctiques.